# 巽大悟
巽 大悟 （たつみ だいご、生年不明 - 2016年5月）は日本の漫画家。

## 略歴
OA機器の営業をしていた20代後半に、偶然描いた男絵を認められたことを契機に、ゲイ雑誌「さぶ」に漫画を持ち込み、デビュー。1990年代半ばから、ゲイ雑誌「G-men」を中心に作品を掲載し、劇画調のタッチで、中熟年デブの現場労働者・トラック運転手・ヤクザ、体育会系の若デブを描き人気を博した。その野卑で獣じみた、しかし時にどこかに愛嬌のある「男臭さ」の表現に魅了されたゲイは多い。2000年前後から休筆期間に入ったが、その間も、古川書房発行のゲイ漫画のアンソロジー本 『爆男』 に過去のG-men掲載作品が採録されるなど、高い人気が続いた。
その後、約10年間のブランクを経て、2009年（平成21年）11月に古川書房より初の単行本『ただ今工事中！』が発売。単行本の「あとがき」において、筆を置いた理由とともに、再始動に向けての決意が語られていたが2016年5月某日永眠した。

## 作品リスト

### 単行本(一般販売)
- 『ただ今工事中！』（発行元/（有）ジープロジェクト 発売元/（株）古川書房 2009年11月 ISBN 978-4-89236-434-1）